# اقتصاد آفریقا
اقتصاد آفریقا متشکل از تجارت، صنعت، کشاورزی و منابع انسانی این قاره است. تا تاریخ ۲۰۱۹، تقریباً ۱٫۳ میلیارد نفر در ۵۴ کشور آفریقا زندگی می‌کردند. آفریقا یک قاره غنی از منابع است. رشد اخیر به دلیل رشد فروش در کالاها، خدمات و تولید بوده‌است. پیش‌بینی می‌شود که آفریقای غربی، آفریقای شرقی، آفریقای مرکزی و آفریقای جنوبی به‌طور خاص تا سال ۲۰۵۰ میلادی به تولید ناخالص داخلی ۲۹ تریلیون دلاری برسند.
در مارس ۲۰۱۳، آفریقا به عنوان فقیرترین قاره مسکونی جهان شناخته شد. با این حال، بانک جهانی انتظار دارد که اکثر کشورهای آفریقایی تا سال ۲۰۲۵ به وضعیت «درآمد متوسط» (تعریف شده به عنوان حداقل ۱۰۲۵ دلار آمریکا برای هر نفر در سال) در صورت تداوم نرخ‌های رشد فعلی دست یافتنی باشند. دلایل متعددی برای اقتصاد ضعیف آفریقا وجود دارد: از نظر تاریخی، با اینکه آفریقا دارای تعدادی امپراتوری بود که با بسیاری از نقاط جهان تجارت می‌کردند، اکثر مردم در جوامع روستایی قبیله ای زندگی می‌کردند. علاوه بر این، استعمار اروپا و جنگ سرد در قرون بعدی بی‌ثباتی سیاسی، اقتصادی و اجتماعی را ایجاد کرد.
با این حال، تا تاریخ ۲۰۱۳ آفریقا با ۵٫۶ درصد در سال سریع‌ترین قاره در رشد اقتصادی جهان بود و انتظار می‌رود تولید ناخالص داخلی آن بین سال‌های ۲۰۱۳ تا ۲۰۲۳ به‌طور متوسط بیش از ۶ درصد در سال افزایش یابد. در سال ۲۰۱۷، بانک توسعه آفریقا، آفریقا را دومین اقتصاد سریع‌الرشد جهان گزارش کرد و تخمین می‌زند که رشد متوسط به ۳٫۴ درصد در سال ۲۰۱۷ بازمی‌گردد، در حالی که انتظار می‌رود رشد ۴٫۳ درصد در سال ۲۰۱۸ افزایش یابد. رشد در سراسر این قاره وجود داشته‌است، به طوری که بیش از یک سوم کشورهای آفریقایی دارای نرخ رشد ۶ درصد یا بالاتر هستند و ۴۰ درصد دیگر بین ۴ تا ۶ درصد در سال رشد می‌کنند. چندین ناظر تجاری بین‌المللی نیز از آفریقا به عنوان موتور رشد اقتصادی آینده جهان نام برده‌اند.

### جدول اقتصادی کشورهای آفریقایی
| Country              | Total GDP (nominal) in 2019 (billion US$) | GDP per capita in 2019 (US$, PPP) | Average annual real GDP growth 2010-2019 (%) | HDI 2019     |
| -------------------- | ----------------------------------------- | --------------------------------- | -------------------------------------------- | ------------ |
| الجزایر              | ۱۶۹٫۳                                     | ۱۱٬۷۲۹                            | ۲٫۶                                          | ۰٫۷۴۸        |
| آنگولا               | ۸۹٫۴                                      | ۷٬۳۸۴                             | ۱٫۹                                          | ۰٫۵۸۱        |
| بنین                 | ۱۴٫۴                                      | ۳٬۴۲۳                             | ۵٫۱                                          | ۰٫۵۴۵        |
| بوتسوانا             | ۱۸٫۵                                      | ۱۷٬۹۴۹                            | ۴٫۳                                          | ۰٫۷۳۵        |
| بورکینافاسو          | ۱۵٫۷                                      | ۲٬۲۸۲                             | ۵٫۷                                          | ۰٫۴۵۲        |
| بوروندی              | ۳٫۱                                       | ۸۲۱                               | ۲٫۰                                          | ۰٫۴۳۳        |
| کامرون               | ۳۸٫۹                                      | ۳٬۸۵۶                             | ۴٫۶                                          | ۰٫۵۶۳        |
| کیپ ورد              | ۲٫۰                                       | ۷٬۴۷۱                             | ۲٫۹                                          | ۰٫۶۶۵        |
| آفریقای مرکزی        | ۲٫۳                                       | ۹۸۵                               | −۱٫۸                                         | ۰٫۳۹۷        |
| چاد                  | ۱۰٫۹                                      | ۱٬۶۵۴                             | ۲٫۲                                          | ۰٫۳۹۸        |
| کومور                | ۱٫۲                                       | ۳٬۱۰۸                             | ۳٫۱                                          | ۰٫۵۵۴        |
| کنگو                 | ۴۹٫۸                                      | ۱٬۰۱۵                             | ۶٫۱                                          | ۰٫۴۸۰        |
| کنگو                 | ۱۲٫۵                                      | ۴٬۶۰۰                             | −۱٫۰                                         | ۰٫۵۷۴        |
| جیبوتی               | ۳٫۳                                       | ۵٬۱۹۵                             | ۶٫۶                                          | ۰٫۵۲۴        |
| مصر                  | ۳۰۲٫۳                                     | ۱۲٬۳۹۱                            | ۳٫۸                                          | ۰٫۷۰۷        |
| گینه استوایی         | ۱۱٫۸                                      | ۱۹٬۲۹۱                            | −۲٫۹                                         | ۰٫۵۹۲        |
| اریتره               | ۲٫۰                                       | ۱٬۸۳۶                             | ۳٫۴                                          | ۰٫۴۵۹        |
| Eswatini (Swaziland) | ۴٫۶                                       | ۹٬۲۴۵                             | ۲٫۴                                          | ۰٫۶۱۱        |
| اتیوپی               | ۹۲٫۸                                      | ۲٬۷۲۴                             | ۹٫۵                                          | ۰٫۴۸۵        |
| گابن                 | ۱۶٫۹                                      | ۱۶٬۲۷۳                            | ۳٫۷                                          | ۰٫۷۰۳        |
| گامبیا               | ۱٫۸                                       | ۲٬۳۱۶                             | ۲٫۴                                          | ۰٫۴۹۶        |
| غنا                  | ۶۷٫۰                                      | ۵٬۶۸۸                             | ۶٫۵                                          | ۰٫۶۱۱        |
| گینه                 | ۱۳٫۸                                      | ۲٬۵۰۶                             | ۶٫۲                                          | ۰٫۴۷۷        |
| گینه بیسائو          | ۱٫۴                                       | ۲٬۴۲۹                             | ۳٫۸                                          | ۰٫۴۸۰        |
| ساحل عاج             | ۵۸٫۶                                      | ۵٬۳۲۷                             | ۶٫۷                                          | ۰٫۵۳۸        |
| کنیا                 | ۹۵٫۴                                      | ۴٬۹۸۵                             | ۵٫۶                                          | ۰٫۶۰۱        |
| لسوتو                | ۲٫۴                                       | ۳٬۰۱۰                             | ۲٫۸                                          | ۰٫۵۲۷        |
| لیبریا               | ۳٫۲                                       | ۱٬۶۰۱                             | ۲٫۷                                          | ۰٫۴۸۰        |
| لیبی                 | ۳۹٫۸                                      | ۱۴٬۱۷۴                            | −۱۰٫۲                                        | ۰٫۷۲۴        |
| ماداگاسکار           | ۱۴٫۱                                      | ۱٬۷۲۰                             | ۳٫۴                                          | ۰٫۵۲۸        |
| مالاوی               | ۷٫۷                                       | ۱٬۰۰۴                             | ۳٫۸                                          | ۰٫۴۸۳        |
| مالی                 | ۱۷٫۳                                      | ۲٬۵۰۸                             | ۴٫۳                                          | ۰٫۴۳۴        |
| موریتانی             | ۷٫۶                                       | ۶٬۰۳۶                             | ۳٫۹                                          | ۰٫۵۴۶        |
| موریس                | ۱۴٫۰                                      | ۲۳٬۸۱۹                            | ۳٫۶                                          | ۰٫۸۰۴        |
| مایوت (France)       | ۳٫۱ (2018)                                | ۱۱٬۸۱۵ (nominal, 2018)            | (N/A)                                        | (N/A)        |
| مراکش                | ۱۱۸٫۶                                     | ۸٬۱۴۸                             | ۳٫۴                                          | ۰٫۶۸۶        |
| موزامبیک             | ۱۵٫۲                                      | ۱٬۳۰۲                             | ۵٫۴                                          | ۰٫۴۵۶        |
| نامیبیا              | ۱۲٫۵                                      | ۱۰٬۲۷۹                            | ۲٫۸                                          | ۰٫۶۴۶        |
| نیجر                 | ۱۲٫۹                                      | ۱٬۲۷۶                             | ۵٫۹                                          | ۰٫۳۹۴        |
| نیجریه               | ۴۴۸٫۱                                     | ۵٬۳۵۳                             | ۳٫۰                                          | ۰٫۵۳۹        |
| رئونیون (France)     | ۲۲٫۰                                      | ۲۵٬۶۳۹ (nominal)                  | ۲٫۱                                          | ۰٫۸۵۰ (2003) |
| رواندا               | ۱۰٫۱                                      | ۲٬۳۶۳                             | ۷٫۶                                          | ۰٫۵۴۳        |
| سائوتومه و پرنسیپ    | ۰٫۴                                       | ۴٬۱۴۱                             | ۳٫۹                                          | ۰٫۶۲۵        |
| سنگال                | ۲۳٫۶                                      | ۳٬۵۳۶                             | ۵٫۳                                          | ۰٫۵۱۲        |
| سیشل                 | ۱٫۷                                       | ۳۰٬۴۳۰                            | ۴٫۶                                          | ۰٫۷۹۶        |
| سیرالئون             | ۴٫۲                                       | ۱٬۷۷۸                             | ۴٫۴                                          | ۰٫۴۵۲        |
| سومالی               | ۵٫۲                                       | ۸۸۸٫۰۰                            | (N/A)                                        | ۰٫۳۶۴ (2008) |
| آفریقای جنوبی        | ۳۵۱٫۴                                     | ۱۲٬۹۶۲                            | ۱٫۵                                          | ۰٫۷۰۹        |
| سودان جنوبی          | ۴٫۹                                       | ۸۶۲                               | (N/A)                                        | ۰٫۴۳۳        |
| سودان                | ۳۳٫۴                                      | ۴٬۱۴۰                             | −۱٫۶                                         | ۰٫۵۱۰        |
| تانزانیا             | ۶۰٫۸                                      | ۲٬۸۴۱                             | ۶٫۷                                          | ۰٫۵۲۹        |
| توگو                 | ۵٫۵                                       | ۱٬۶۵۷                             | ۵٫۶                                          | ۰٫۵۱۵        |
| تونس                 | ۳۸٫۸                                      | ۱۱٬۱۲۵                            | ۱٫۸                                          | ۰٫۷۴۰        |
| اوگاندا              | ۳۶٫۵                                      | ۲٬۶۴۶                             | ۵٫۲                                          | ۰٫۵۴۴        |
| زامبیا               | ۲۴٫۲                                      | ۳٬۵۲۶                             | ۴٫۳                                          | ۰٫۵۸۴        |
| زیمبابوه             | ۱۸٫۷                                      | ۲٬۸۹۶                             | ۴٫۲                                          | ۰٫۵۷۱        |

## بخش‌ها و صنایع اقتصادی
از آنجایی که سبد صادراتی آفریقا عمدتاً بر اساس مواد خام است، درآمد حاصل از صادرات آن منوط به نوسانات قیمت کالا است. این امر حساسیت این قاره را در برابر شوک‌های خارجی تشدید می‌کند و نیاز به تنوع صادرات را تقویت می‌کند. تجارت خدمات، عمدتاً مسافرت و گردشگری، در سال ۲۰۱۲ به افزایش خود ادامه داد و بر پتانسیل قوی این قاره در این حوزه تأکید کرد.

### استنادات
1. 1 2  "2017 World population" (PDF). 2017 World Population Data Sheet - Population Reference Bureau.
2. 1 2 3 4  "GDP Nominal and PPP Data, current prices". International Monetary Fund. 2018. Retrieved 6 March 2020.
3. 1 2 3  "Overview".
4. ↑  Veselinovic, Milena. "Why is Africa so unequal?". CNN. Retrieved 2017-09-12.
5. ↑  "Africa rising". The Economist. 3 December 2011.
6. ↑  "Get ready for an Africa boom" (به انگلیسی). Archived from the original on 12 September 2017. Retrieved 2017-09-12.
7. ↑  "Despite Global Slowdown, African Economies Growing Strongly― New Oil, Gas, and Mineral Wealth an Opportunity for Inclusive Development". World Bank (به انگلیسی). Retrieved 2017-09-12.
8. ↑  Anyangwe, Eliza (2017-06-28). "Why is Africa so poor? You asked Google – here's the answer". The Guardian (به انگلیسی). ISSN 0261-3077. Retrieved 2021-03-09.
9. ↑  Oliver August (2 March 2013). "Africa rising A hopeful continent". The Economist. The Economist Newspaper Limited. Retrieved 15 December 2013.
10. ↑  "African Economic Outlook 2017" (PDF). African Development Bank.
11. ↑  "Rise of the African opportunity". Boston Analytics. 22 June 2016.
12. 1 2 3  "World Economic Outlook Database, Octobre 2020". IMF. Retrieved 2020-11-02.
13. ↑  Source بایگانی‌شده  در ۲۹ آوریل ۲۰۱۱ توسط Wayback Machine, 2005
14. 1 2  Eurostat. "Gross domestic product (GDP) at current market prices by NUTS 2 regions". Retrieved 2020-11-02.
15. 1 2  CEROM. "Comptes économiques rapides de La Réunion en 2019" (PDF) (به فرانسوی). Retrieved 2020-11-02.
16. ↑  INSEE. "Figure 1 – Le PIB progresse de 2,2 % en volume en 2019" (به فرانسوی). Retrieved 2020-11-02.
17. ↑  "... dévoile ses propositions locales. "Enfin !"". 1 December 2006.
18. ↑  "Economic Outlook". African Economic Outlook. 28 May 2012. Archived from the original on 2 June 2012. Retrieved 2012-06-13.
19. ↑  John J. Saul and Colin Leys, Sub-Saharan Africa in Global Capitalism, Monthly Review, 1999, Volume 51, Issue 03 (July–August)
20. ↑  Fred Magdoff, Twenty-First-Century Land Grabs: Accumulation by Agricultural Dispossession, Monthly Review, 2013, Volume 65, Issue 06 (November)

### مراجع عمومی و استناد شده
- Fage, J. D. A History of Africa (Routledge, 4th edition, 2001 شابک ‎۰−۴۱۵−۲۵۲۴۷−۴) (Hutchinson, 1978, شابک ‎۰−۰۹−۱۳۲۸۵۱−۹) (Knopf 1st American edition, 1978, شابک ‎۰−۳۹۴−۳۲۲۷۷−۰)
- Goldsmith, Arthur A. "Foreign Aid and Statehood in Africa". The MIT Press 55.1 (2001): 123–48. JSTOR. Web. 25 March 2012.
- Kayizzi-Mugerwa, Steve 0415183235&id=YiLaMsvQMBQC&printsec=toc&dq=ISBN 0415183235 The African Economy: Policy, Institutions and the Future (Routledge, 1999, شابک ‎۰−۴۱۵−۱۸۳۲۳−۵)
- Laouisset, Djamel (2009). A Retrospective Study of the Algerian Iron and Steel Industry. New York City: Nova Publishers. شابک ‎۹۷۸−۱−۶۱۷۶۱−۱۹۰−۲
- Moshomba, Richard E.  Africa in the Global Economy (Lynne Rienner, 2000, شابک ‎۱−۵۵۵۸۷−۷۱۸−۴)
- OECD. African Economic Outlook 2006/2007 (OECD, 2007, شابک ‎۹۷۸−۹۲−۶۴−۰۳۳۱۳−۹)
- Rodney, Walter. How Europe Underdeveloped Africa. (Washington: Howard UP, 1982, شابک ‎۰−۸۸۲۵۸−۰۹۶−۵)
- Sahn, David E. , Paul A. Dorosh, Stephen D. Younger, Structural Adjustment Reconsidered: Economic Policy and Poverty in Africa (Cambridge University Press, 1997, شابک ‎۰−۵۲۱−۵۸۴۵۱−۵)